# Алан Кардек
Алан Кардек (на френски: Allan Kardec; псевдоним на Иполит-Леон Денизард Ривай (на френски: Hippolyte-Léon-Denizard Rivail) (3 октомври 1804 – 31 март 1869) е френски педагог, основател на спиритизма. Заради своето дело той е наречен Кодификатор на спиритизма.
Особена популярност получава в Бразилия, където на негово име са наречени улици, културни центрове, библиотеки, начални училища и даже деца (на него е кръстен например бразилският футболист Алан Кардек, род. 1989).

## Произход и младежки години
Алан Кардек е роден в Лион на 4 октомври 1804 г., в стара фамилия от град Бург-ан-Брес (югоизточна Франция), която в продължение на много поколения заема постове в магистратурата и съда. Неговият баща, подобно на дядо му, е адвокат с високо положение и добра репутация; майка му, забележително красива, изискана, елегантна и мила, е обект на неговата дълбока и боготворяща обич през целия му живот.
Образован в института на Йохан Хайнрих Песталоци, в Ивердо̀н (Кантон Во), от ранна възраст той придобива навика да изследва свободата на мисълта, за която по-късно ще дава ярък пример. Надарен по природа със страст към преподаването, той посвещава себе си от четиринадесетгодишна възраст да подпомага в учението на онези от своите съученици, които са по-малко напреднали от него. Обзет е от силна страст към ботаниката и често прекарва по цял ден сред планините, изминавайки двайсет или тридесет мили, с папка на гърба си, в търсене на екземпляри за своя хербарий. Роден в католическа страна, но възпитан в протестантска вяра, още като момче той започва да размишлява върху средствата за създаване на единство на вярата сред различните християнски деноминации – проект за религиозна реформа, за който полага усилие в продължение на много години, но без успех.

## Кариера като преподавател
След като завършва образованието си в Ивердо̀н, той се завръща в Лион на 24 години, с намерението да се посвети на правото; но различни актове на религиозна нетърпимост, на които той неочаквано се оказва обект, го карат да се откаже от идеята да търси мястото си в правораздаването, и да създаде свой дом в Париж, където се заема известно време с преводи на Телемаха и други стандартни френски книги за младежта от немски език. След като продължително време се отдава на кариерата си, през 1828 г. той купува едно голямо и процъфтяващо учебно заведение за момчета и се посвещава на преподаването. През 1830 г. той наема за своя сметка голяма зала на улица „Рю ду Севр“ (на френски: Rue de Sèvres) и започва курсове с безвъзмездни лекции по химия, физика, сравнителна анатомия и астрономия. Тези лекции, продължили десет години, са изключително успешни, като са посещавани от аудитория от над петстотин души от всички рангове на обществото, много от които след това успяват да достигнат известност в научния свят.
Стремейки се винаги да направи уроците както привлекателни, така и полезни, той измисля специален метод на изчисление и конструира мнемотехническа таблица на френската история, за да подпомогне учениците да запомнят забележителните събития и открития.

### Публикации в сферата на образованието и педагогиката
Сред многобройните му публикации са: „План за Подобряване на общественото инструктиране“, представен от него през 1828 г. на френската законодателна камара, от който парламентът е силно развълнуван, макар и да не действа по него; „Курс по практическа и теоретична аритметика по системата на Песталоци“ за използване от учители и майки (1829); Класическа граматика на френския език (1831); Ръководство за използване от кандидати за изпит в държавните училища, с обяснителни решения на различни задачи по аритметика и геометрия (1848); Нормални диктовки за изпити на Кметството и Сорбоната, със Специални диктовки за правописни трудности (1849). Тези произведения, високо ценени към момента на публикуването им, все още се използват в много френски училища, а техният автор публикува нови издания на някои от тях до смъртта си.
Той е член на няколко научни общества; наред с другите, членува в Кралското дружество на Арас, което през 1831 г. му присъжда Почетна награда за есето: „Каква е системата на учение, която е в най-силна хармония с нуждите на епохата?“
Няколко години е секретар на Френологическото Общество в Париж и взима активно участие в трудовете на Обществото на Магнетизма, като отделя много време за практическото изследване на сомнамбулизма, транса, ясновидството и различните други явления, свързани с хипнотичното действие.

## Начало на занимания със спиритизъм
Когато около 1850 г. явлението на „въртящите се маси“ вълнува Европа и въвежда в другия феномен, известен днес като „спиритизъм“, той бързо разгадава истинската същност на тези явления като доказателство за съществуването на един ред на отношения, дотогава предполагани, отколкото известни, а именно тези, които обединяват видимия и невидимия свят. Предвиждайки огромното им значение за науката и за религията, до такава степен за полето на човешкото наблюдение, той веднага се впуска във внимателно проучване на новите явления. Негов приятел има две дъщери, които се превръщат в това, което по-късно се нарича „медиуми“. Те са весели, оживени, дружелюбни момичета, обичат обществото, танците и забавленията, и обикновено получават, както си „седят“ сами или със своите млади другари, „комуникации“ в хармония със своя светски и донякъде лекомислен нрав. Но за изненада на всички замесени е установено, че винаги, когато професор Риваил присъства, съобщенията, предавани чрез тези млади дами, имат много тежък и сериозен характер; и при запитването му към невидимите интелекти за причината на тази промяна му е казано, че „духове от много по-висок ранг в сравнение с тези, които обичайно общуват чрез двата млади медиума, идват изрично за него и ще продължават да го правят, за да спомогнат той да изпълни една важна религиозна мисия.“
Много учуден от това толкова ненадейно съобщение, той веднага пристъпва към проверка на неговата истинност, като съставя поредица от прогресивни въпроси във връзка с различните проблеми на човешкия живот и вселената, в която се намираме, и ги предоставя на своите невидими събеседници, получавайки техните отговори чрез сътрудничеството на двамата млади медиума, които с охота се съгласяват да посвещават няколко вечери всяка седмица на тази цел и които поради това получават, чрез почукване на маса и писане с планшети, отговорите, които се превръщат в основата на Спиритистката теория и които те са напълно неспособни да оценят, колкото и да измислят самостоятелно.
Когато тези разговори продължават близо две години, той един ден отбеляза на жена си във връзка с разгръщането на тези възгледи, които тя следва с понятна симпатия: „Това е нещо много любопитно! Моите разговори с невидимите интелекти напълно революционизираха моите идеи и убеждения. Така предадените инструкции представляват една изцяло нова теория за човешкия живот, дълг и съдба, която ми се струва абсолютно рационална и съгласувана, възхитително ясна и утешаваща и силно интересна. Имам силната мисъл да публикувам тези разговори в книга, защото ми се струва, че това, което интересува мен толкова дълбоко, може да се окаже интересно и за другите.“ Съпругата му горещо одобрява идеята, а след това той я представя на невижданите си събеседници, които отговориха по обичайния начин, че именно те са предложили тази идея на неговия ум, че комуникациите им направени към него, не са за самия него, но с изричната цел да бъдат дадени на света, както той предлага да направи, и че сега е настъпило времето за изпълнение на този план. „На книгата, в която ще въплътите нашите инструкции“, продължиха общуващите интелекти, "ще дадете, тъй като тя е наша работа, а не ваша, заглавието, Le Livre des Esprits (КНИГАТА НА ДУХОВЕТЕ) и ще я публикувате, не под вашето собствено име, а под псевдонима на ALLAN KARDEC.¹ Запазете собственото си име Rivail за вече публикуваните от вас собствени книги, но вземете и запазете името, което сега ви дадохме за книгата, която предстои да публикувате по наше искане и по принцип за цялата работа, която ще трябва да свършите при изпълнение на мисията, която, както вече ви казахме, ви е била поверена от Провидението и която постепенно ще се отвори пред вас, докато напредвате в нея под наше ръководство“.
Така създадената и публикувана книга се продава с голяма бързина, правейки хората да приемат новото учение не само във Франция, а и на целия континент, и превръщайки името на АЛАН КАРДЕК в дума за ежедневна употреба за читателите, които го познават само във връзка с нея; така че оттам нататък той е наричан само с това име, с изключение на старите си лични приятели, пред които и той, и съпругата му завинаги запазват фамилното си име. Скоро след публикуването ѝ той основава Парижкото общество за психологически изследвания, на което е президент до смъртта си и което се събира всеки петък вечер в къщата му, за да получи от духове, чрез пишещи медиуми, инструкции за изясняване на истината и дълга. Той също основава и редактира, до самата си смърт, едно месечно списание, озаглавено La Revue Spirite, Журнал за психологически изследвания, посветено на застъпничество на възгледите, изложени в Книга на Духовете.
Подобни асоциации бързо се формират по целия свят. Много от тези публикувани периодични издания имали повече или по-малко значение в подкрепа на новата доктрина; но всички те предават на Парижкото Общество най-забележителните от духовните съобщения, които са получили. Огромна маса от уроци на духовете, уникална както по количество, така и по многообразието от източници, от които е получена, по този начин намерила своя път в ръцете на ALLAN KARDEC, който я изучава, съпоставя, координира, с неуморно усърдие и преданост, за период от петнадесет години.
От материалите, предоставени му от всеки край на земното кълбо, той разширява и завършва КНИГАТА НА ДУХОВЕТЕ, под ръководството на духовете, които първоначално са я продиктували; „Ревизираното издание“, на това произведение, изведено от него през 1857 г. се е превърнало в признатия учебник на школата на Спиритуалистическата философия, така тясно свързано с неговото име. От същите тези материали той впоследствие съставя четири други труда, а именно „Книгата на медиумите“ (практически трактат за медиумизма и призоваванията), 1861 г.; „Евангелието, както е обяснено от духовете“ (изложение на морала от спиритистка гледна точка), 1864 г.; „Рай и Ад“ (свидетелство за справедливостта на божественото управление на човешкия род), 1865 г.; и „Генезис“ (показва съгласуваността на Спиритистката теория с откритията на съвременната наука и съдържанието на Мойсеевите записи, както е обяснено от духовете), 1867 г. Той публикува и два кратки трактата, озаглавени „Какво е Спиритизъм?“ и „Спиритизмът сведен до своя най-простия израз.“
Трябва да се отбележи, във връзка с току-що изброените произведения, че Алан Кардек не е бил „медиум“ и следователно е бил длъжен да се възползва от медиумизма на другите при получаването на духовните комуникации, от които те са се развили. Теорията на живота и дълга, толкова непосредствено свързана с неговото име и произведения, често погрешно се предполагало, че е продукт на неговия единен ум или на духовете в непосредствена връзка с него, следователно е далеч по-малко израз на едно лично или индивидуално мнение, отколкото всяка от спиритуалистичните теории предложени за разглеждане тук; тъй като основата на религиозната философия, заложена в неговите произведения, по никакъв начин не е произведение на неговия собствен интелект, а била толкова нова за него, колкото и за всеки от неговите читатели, след като е прогресивно изведена от него от едновременните твърдения на един легион от духове, чрез много хиляди медиуми, непознати помежду си, принадлежащи към различни страни и от разнообразно социално положение.

### Описание от Ана Блакуел, преводач на английското издание на книгите на Кардек
На живо Алан Кардек е малко под средния ръст. Със силна конструкция на тялото, с голяма, кръгла, масивна глава, добре изразени черти и ясни сиви очи, той прилича повече на германец, отколкото на французин. Енергичен и неуморим, но със спокоен темперамент, предпазлив и лишен от въображение почти до студенина, недоверчив по природа и по образование, един подробен, логичен мислител и изключително практичен в мисълта и делото, той е еднакво свободен от мистика и от ентусиазъм. Лишен от амбиция, безразличен към лукса и показността, скромният доход, който придобива от преподаването и от продажбата на образователните си произведения, е достатъчен за простия стил на живот, който възприел, и му позволява да отдели цялата печалба от продажба на спиритистките му книги и от списание Revue Spirite за разпространение на инициираното от него движение.
Съпругата му го освобождава от всички домашни грижи и по този начин му дава възможност той да се посвети изцяло на делото, за което вярва, че е призован. Той не посещава никого отвъд малък кръг от близки приятели и много рядко отсъства от Париж, прекарвайки зимата в сърцето на града, в стаите, където публикува своето списание Ревю Спирите, и летата си във Вила Сегур, малък полуселски имот, който построява и засажда с растения като дом за стари години за него и съпругата му в крайградския район зад Марсово поле, в наши дни пресечен във всяка посока от широки пътища и бързо застроен, но който в онова време е нещо като пустееща земя, която все още може да мине за „провинция“.
Сериозен, бавен в речта, непретенциозен в маниерите, и все пак не без определено тихо достойнство произлизащи от усърдие и целенасоченост, които са отличителни черти на неговия характер, нито ухажва, нито избягва обсъждания, но никога доброволно не предлага никакви забележки по темата, на която е посветил живота си, той приема с благосклонност безбройните посетители от всяка част на света, които идват да разговарят с него.
Сред хилядите, от които е посещаван, има мнозина високопоставени в социалния, литературния, художествения и научния свят. Император Наполеон III, чийто интерес към спиритистките феномени не е тайна, изпраща да го доведат няколко пъти и провежда дълги разговори с него в двореца Тюйлери по теми от неговата „Книга на духовете“.

### Пет основни книги на спиритизма
| Книга на духовете 1857                                 | Основата на спиритизма. Форматирана във вид на въпроси и отговори, за да премахне влиянието на редактора колкото е възможно. Засяга: Какво е Бог, духове, светът на духовете, прераждане, свободна воля, морални закони, надежди и утешения за бъдещето. |
| Книга на Медиумите 1861                                | Фокусира се на медиумизма, механизма посредством който комуникират духовният и физическият свят. Засяга: какво е медиумизъм, видове медиумизъм, кой е медиум, как да развием своя медиумизъм, как да оценяваме комуникацията с духовете.                 |
| Евангелието според Спиритизма 1864                     | Преразглежда някои християнски уроци през призмата на спиритизма. Разнообразни духовни комуникации за смисъла на различни части от епичната „Проповед на планината“ на Христос.                                                                          |
| Рай и Ад 1865                                          | Духовете предлагат разкази от първо лице за своето състояние в живота след смъртта и как това е директно свързано с техните избори и дела, докато са живели на Земята.                                                                                   |
| Генезис – Чудеса и предсказания според спиритизма 1868 | Едно по-детайлно и научно оценяване и обяснение на чудесата и предсказанията, които се намират в Новия Завет през призмата на спиритизма. |

Алън Кардек написва само пет спиритистки книги – но тези пет книги служат като основа за Спиритизма, едно прогресивно тяло на знанието, което продължава да нараства до близо 1000 книги, след като Кардек за първи път публикува „Книгата на духовете“ през 1857 г. Поради това, че те служат като една отправната точка на Спиритизма и тъй като са резултат от сътрудничество между стотици интелекти и в двете равнини на живота (духовното и физическото ниво), Спиритистите често наричат петте книги на Кардек „Кодификация на Спиритизма“. Тоест: една съвкупността от трудове, които помагат за организирането и оформянето (кодифицирането) на специфичните учения на духовете, станали известни като Спиритизъм. Същата обосновка се прилага за това защо той използва името „Кардек“ при издаването на тези книги и защо този набор от знания беше подходящо наречен „Спиритизъм“, а не „Кардекизъм“ – защото тези знания са пряк резултат от мъдростта и добротата на просветени духове и не са резултат от работата на един-единствен човек.
И така 5-те книги, които съставляват кодификацията на Спиритизма са:
- Книгата за духовете (1857);[4]
- Книгата на медиумите (1861);[5]
- Евангелието според Спиритизма (1864);[6]
- Рай и Ад (1865);[7]
- Генезис – чудеса и предсказания според Спиритизма (1868).[8]

Тъй като всяка книга добавя различен слой към спиритисткото знание и защото като преподавател Кардек е използвал един педагогически подход, който позволява всяка книга да стои самостоятелно, те не няма нужда да се четат в хронологичен ред. Следователно, не е необичайно да видите тези, които се интересуват от разбиране на медиумизма, да започнат да четат „Книга на Медиумите“, без първо да са прочели „Книга на Духовете“; или тези, които са по-привлечени от Християнския морал, се потопят в „Евангелието според Спиритизма“ преди да прочетат „Книга на духовете“ и / или „Книгата на медиумите“. Без значение от предпочитанията ви, читателите ще намерят изобилие от материали във всяка от книгите на Кардек, за да им стигне за цял живот на проучване и размисъл.
Ако все пак можем да направим едно предложение, то би било да включите „Книга на духовете“ в библиотеката си като ориентир и отправна точка за сравнение, дори и когато започвате с друго произведение. Като първа книга на кодификацията на Спиритизма, „Книга на духовете“ поставя основата на голяма част от спиритисткото съдържание, което виждаме навсякъде другаде. Всъщност, ако човек разгледа структурата на „Книга на духовете“, която е разделена на четири части, то той ще може да се види ясно връзката с четирите последващи произведения. Както скоро може да разберете, Кардек е бил един много структуриран мислител, с голямо желание да направи съдържанието на книгите възможно най-достъпно, без да разводнява дълбочината на мислене.

## Късни години
След като дълги години страда от сърдечно заболяване, през 1869 г. Кардек съставя план за нова спиритистка организация, която трябва да продължи работата по разпространението след смъртта му. За да подсигури съществуването ѝ, като ѝ придаде правен и търговски статус, той решава да регистрира компания за издателство и продажба на книги като редовно учредено акционерно дружество с ограничена отговорност, което да бъде учредено за период от деветдесет и девет години, с правомощия да купува и продава, издава акции, получава дарения и наследство и т.н. На тази компания, която трябва да се нарече „Акционерното дружество за продължаване творбите на Алан Кардек“, той възнамеряваше да завещае авторските права на своя Спиритистки писания и на списание „Ревю Спирите“.
Но Кардек не е предопределен да стане свидетел на реализацията на проекта, към който развива толкова голям интерес и който оттогава се изпълнява с пълна точност от вдовицата му.
На 31 март 1869 г., току-що завършил изготвянето на устава и правилата на компанията, която трябва да заеме мястото, което той предчувства, че скоро ще бъде отстранен, той седи в обичайния си стол на бюрото си, в стаите му на улица „Руи Сонт Ен“, опитвайки се да завърже куп документи, когато натовареният му живот внезапно е доведен до своя край от разкъсването на аневризма, от която той толкова дълго страда. Неговото преминаване от земята към света на духовете, с който той така близко се идентифицира, е мигновено, безболезнено, без въздишка или тремор; най-спокойното заспиване и събуждане, прилягащо за края на точно такъв живот.
Тленните му останки се намират в гробището Пер Лашез, като всяка година последователи честват този ден с цветя и венци на гроба.
Невъзможно е да се установи с каквато и да е точност броят на онези, които са възприели възгледите, изложени от Кардек, но сред повлияните от идеите му са Виктор Юго, Теофил Готие, Викториен Сарду, Жан-Батист Андре Годен, Камий Фламарион и Артър Конан Дойл, повярвали, че спиритизмът може да предостави научни доказателства за живота след смъртта.
Особено силно е движението в Бразилия. През 2000 г. шест милиона души са се обявили за спиритуалисти, от които 3,8 милиона са членове, а 20 милиона са синкретисти. Така през 2015 г. един на всеки трима спиритуалисти в света е бил бразилец, посочва Pew Research Center. От 2008 г. насам спиритуалистката уеб телевизия TVCEI (сега FEBtv) излъчва програми, популяризиращи спиритуализма на португалски език.

## Съчинения
- Cours pratique et théorique d'arithmétique (1824)
- Plan proposé pour l'amélioration de l'éducation publique (1828)
- Catéchisme grammatical de la langue française (1848)
- Le Livre des Esprits (1857)
- Le Livre des Médiums (1861)
- L'Évangile selon le Spiritisme (1864)
- Le Ciel et L'Enfer (1865)
- La Genèse (1868)